# エウヘニオ・スアレス
エウヘニオ・アレハンドロ・スアレス（Eugenio Alejandro Suárez, 1991年7月18日 - ）は、ベネズエラのボリバル州プエルト・オーダス出身のプロ野球選手（内野手）。右投右打。MLBのシアトル・マリナーズ所属。愛称はGeno（ジーノ）。

## 経歴

### プロ入りとタイガース時代

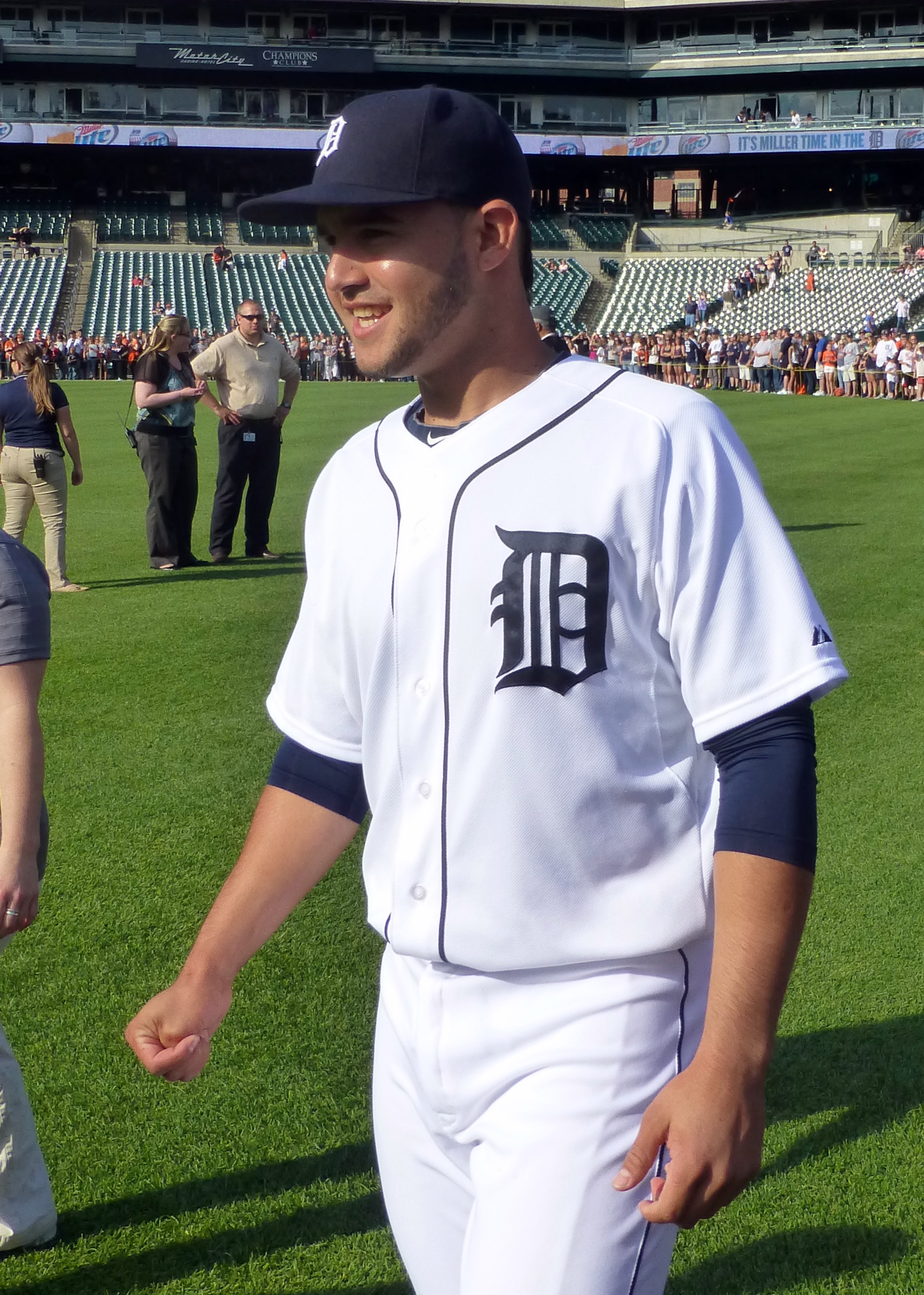
デトロイト・タイガース時代
（2014年6月8日）

2008年10月9日にアマチュア・フリーエージェントでデトロイト・タイガースと契約を結び、プロ入り。
2009年にベネズエラン・サマーリーグ・タイガースでプロデビューし、同球団で2年間プレーした。
2011年にアメリカ本土に渡る。
2013年にはAA級エリー・シーウルブズまで到達した。オフの11月20日に40人枠入りした。
2014年は開幕をAA級エリーで迎え、5月にAAA級トレド・マッドヘンズに昇格した。その後6月4日にメジャー初昇格し、同日のトロント・ブルージェイズ戦でメジャーデビューを果たした。同郷ベネズエラの先輩で憧れの選手でもあるマグリオ・オルドニェスが観戦に訪れた6月14日のミネソタ・ツインズ戦では二塁打、三塁打、本塁打を放ち、あと単打を打てばサイクル安打達成だった。同年は遊撃手のポジションをアンドリュー・ロマインと併用され、最終的に85試合に出場して打率.242、4本塁打、23打点、出塁率.316を記録した。

### レッズ時代
2014年12月11日にアルフレド・サイモンとのトレードで、ジョナソン・クロフォードと共にシンシナティ・レッズへ移籍した。
2015年は故障者リスト入りしたザック・コザートに代わり、正遊撃手に定着した。97試合に出場し、打率.280、13本塁打、48打点、出塁率.315を記録した。
2016年は前年の守備を鑑み、三塁手にコンバートされた。レギュラーで起用されて159試合に出場した。打撃面では自身初めて規定打席に到達し、打率.248、21本塁打、70打点、11盗塁、出塁率.317を記録した。
2017年は156試合に出場し、打率.260、26本塁打、82打点、出塁率.367を記録した。
2018年3月16日に7年総額6600万ドルで契約延長したことが発表された。オプションとして2025年シーズンの選択権を球団側が所持し、バイアウトの際には200万ドルを、行使された際は8年総額7900万ドルとなる。開幕直後に死球を受けて右親指を骨折し、故障者リスト入りし、3週間近く離脱した。しかし、前半戦を打率.312、9本塁打、71打点の好成績で折り返し、自身初となるオールスターに選出された。後半戦は調子を落としたものの、最終成績を打率.283、リーグ7位の34本塁打、同6位となる104打点、出塁率.366で終えた。しかし守備ではUZR-4.8、DRS+1を記録し、2年ぶりにリーグ最多失策となる19失策を記録した。
シーズン中の9月10日にオフの11月に開催される「2018日米野球」のMLB選抜チームに選出された。11月6日に訪日した。
2019年も前半戦は打率.248、20本塁打に留まっていたが、後半戦で打率.301、29本塁打を記録した。特に9月25日のミルウォーキー・ブルワーズ戦でソロ本塁打を放ち、2004年にエイドリアン・ベルトレが記録したナ・リーグ三塁手のシーズン最多本塁打記録を15年ぶりに更新するなど、9月に打率.337、10本塁打、18打点、OPS1.202と猛打を奮い、キャリア初のプレイヤー・オブ・ザ・マンス（月間MVP）に選出された。最終的に打率.271、ナ・リーグ2位となる49本塁打、同10位となる103打点、出塁率.358を記録した。
2020年1月28日に右肩の軟骨除去の為に手術を行った。同年は新型コロナウイルスの影響で60試合の短縮シーズンとなる中で、60試合中57試合に出場し、自己ワーストとなる打率.202に留まるも、リーグ9位となる15本塁打、38打点、出塁率.312を記録した。また、40安打で15本塁打を放ち、安打の4割が本塁打となった。
2021年はマイク・ムスタカスの三塁への復帰に伴い、スプリングトレーニングでは3年ぶりに遊撃の守備練習を行った。また、スアレス自身が前年の成績に不満を抱き、ビール、アレパ、米を断ち、前年から15ポンド（6.8kg）の減量に成功した。開幕戦から遊撃への再コンバートが決まると「再び遊撃手を務めるのはとても嬉しいし、興奮しているよ。レッズでこのポジションを守ることは、私にとって誇りだよ」とコメントした。この年は31本塁打を記録したが、自己ワーストとなる打率.198を記録した。

### マリナーズ時代
2022年3月14日にジャスティン・ダン、ジェイク・フレイリー、ブランドン・ウィリアムソン、後日発表選手とのトレードで、ジェシー・ウィンカーと共にシアトル・マリナーズへ移籍した。7月8日のトロント・ブルージェイズ戦、延長11回にキャリア初のサヨナラ本塁打となる15号3ランを放った。9月7日のシカゴ・ホワイトソックス戦、マイケル・コペックから26号2ランを放ちMLB通算1000本安打を本塁打で決めた。監督のスコット・サーバイスは、チーム最多となった31本塁打、87打点の打撃や三塁守備のみならず、若手選手の多いクラブハウスにおいて大きなリーダーシップを発揮したと語っている。
2023年はシーズン開幕前の3月に開催された第5回WBCのベネズエラ代表に選出された。8月4日のエンゼルス戦にて、7-7で迎えた8回表に適時打を放ち、マリナーズの球団新記録となる10試合連続打点となった。この年は全162試合に出場して、打率.232、22本塁打、96打点、OPS.714を記録したが、214三振はリーグワーストだった。

### ダイヤモンドバックス時代
2023年11月22日にカルロス・バルガス、セビー・ザバラとのトレードで、アリゾナ・ダイヤモンドバックスへ移籍した。
2024年は158試合に出場して、打率.256、30本塁打、101打点などを記録した。
2025年4月26日のアトランタ・ブレーブス戦で、MLB史上19人目となる1試合4本塁打を記録。最初の4打席でこれを達成したのはカルロス・デルガドに次ぎ史上2人目だった。6月20日のコロラド・ロッキーズ戦で2本塁打を記録し、MLB通算300本塁打を達成した。7年ぶり2度目となるオールスターゲームに選出されたほか、2017年のJ.D.マルティネス、2024年の大谷翔平と並び史上最多タイとなる、シーズン4度のプレイヤー・オブ・ザ・ウィークを受賞した。

### マリナーズ復帰
2025年7月31日にタイラー・ロックリア、フアン・バルゴス、ハンター・クラントンとのトレードで、古巣のマリナーズへ移籍した。

## 選手としての特徴
2018年に飛躍した要因について、「打席でリラックスできるようになった」ことが大きいと語っている。キャリア序盤の数年は右肩とバットを持つ両手を高く上げるフォームで強い打球を放とうとしていたが、この年からは肩を脱力させて両手の位置を少し下げることにした。そのおかげで変化球を引き付けて広角に打てるようになった。さらに強打することを意識しなくなってからのほうが強い打球が増え、ハード・ミート率が50%まで上昇（45%で優秀とされる）。また、ナ・リーグ平均を約5キロ近く上回る147km/hの平均打球速度は、過去3年間の自身の平均記録からおよそ5-6km/hも上がった。これらにより、長打力も増した。

## 詳細情報

### 年度別打撃成績
| 年 度     | 球 団     | 試 合 | 打 席 | 打 数 | 得 点 | 安 打 | 二 塁 打 | 三 塁 打 | 本 塁 打 | 塁 打 | 打 点 | 盗 塁 | 盗 塁 死 | 犠 打 | 犠 飛 | 四 球 | 敬 遠 | 死 球 | 三 振 | 併 殺 打 | 打 率 | 出 塁 率 | 長 打 率 | O P S |
| --------- | --------- | ----- | ----- | ----- | ----- | ----- | -------- | -------- | -------- | ----- | ----- | ----- | -------- | ----- | ----- | ----- | ----- | ----- | ----- | -------- | ----- | -------- | -------- | ----- |
| 2014      | DET       | 85    | 277   | 244   | 33    | 59    | 9        | 1        | 4        | 82    | 23    | 3     | 2        | 5     | 1     | 22    | 1     | 5     | 67    | 3        | .242  | .316     | .336     | .652  |
| 2015      | CIN       | 97    | 398   | 372   | 42    | 104   | 19       | 2        | 13       | 166   | 48    | 4     | 1        | 4     | 2     | 17    | 0     | 3     | 94    | 7        | .280  | .315     | .446     | .761  |
| 2016      | CIN       | 159   | 627   | 565   | 78    | 140   | 25       | 2        | 21       | 232   | 70    | 11    | 5        | 0     | 3     | 51    | 0     | 8     | 155   | 10       | .248  | .317     | .411     | .728  |
| 2017      | CIN       | 156   | 632   | 534   | 87    | 139   | 25       | 2        | 26       | 246   | 82    | 4     | 5        | 0     | 5     | 84    | 1     | 9     | 147   | 16       | .260  | .367     | .461     | .828  |
| 2018      | CIN       | 143   | 606   | 527   | 79    | 149   | 22       | 2        | 34       | 277   | 104   | 1     | 1        | 0     | 6     | 64    | 7     | 9     | 142   | 20       | .283  | .366     | .526     | .892  |
| 2019      | CIN       | 159   | 662   | 575   | 87    | 156   | 22       | 2        | 49       | 329   | 103   | 3     | 2        | 0     | 6     | 70    | 4     | 11    | 189   | 12       | .271  | .358     | .572     | .930  |
| 2020      | CIN       | 57    | 231   | 198   | 29    | 40    | 8        | 0        | 15       | 93    | 38    | 2     | 0        | 0     | 1     | 30    | 1     | 2     | 67    | 5        | .202  | .312     | .470     | .781  |
| 2021      | CIN       | 145   | 574   | 505   | 71    | 100   | 23       | 0        | 31       | 216   | 79    | 0     | 1        | 0     | 5     | 56    | 0     | 8     | 171   | 14       | .198  | .286     | .428     | .713  |
| 2022      | SEA       | 150   | 629   | 543   | 76    | 128   | 24       | 2        | 31       | 249   | 87    | 0     | 0        | 0     | 5     | 73    | 0     | 8     | 196   | 12       | .236  | .332     | .459     | .791  |
| 2023      | SEA       | 162   | 694   | 598   | 68    | 139   | 29       | 0        | 22       | 234   | 96    | 2     | 1        | 0     | 11    | 70    | 0     | 15    | 214   | 10       | .232  | .323     | .391     | .714  |
| 2024      | ARI       | 158   | 640   | 571   | 90    | 146   | 28       | 2        | 30       | 268   | 101   | 2     | 1        | 0     | 11    | 49    | 0     | 9     | 176   | 10       | .256  | .319     | .469     | .788  |
| MLB：11年 | MLB：11年 | 1471  | 5970  | 5232  | 740   | 1300  | 234      | 15       | 276      | 2392  | 831   | 32    | 19       | 9     | 56    | 586   | 14    | 87    | 1618  | 119      | .248  | .331     | .457     | .788  |

- 2024年度シーズン終了時
- 各年度の太字はリーグ最高

### ポストシーズン打撃成績
| 年 度     | 球 団     | シ リ ｜ ズ | 試 合 | 打 席 | 打 数 | 得 点 | 安 打 | 二 塁 打 | 三 塁 打 | 本 塁 打 | 塁 打 | 打 点 | 盗 塁 | 盗 塁 死 | 犠 打 | 犠 飛 | 四 球 | 敬 遠 | 死 球 | 三 振 | 併 殺 打 | 打 率 | 出 塁 率 | 長 打 率 |
| --------- | --------- | ----------- | ----- | ----- | ----- | ----- | ----- | -------- | -------- | -------- | ----- | ----- | ----- | -------- | ----- | ----- | ----- | ----- | ----- | ----- | -------- | ----- | -------- | -------- |
| 2014      | DET       | ALDS        | 1     | 1     | 1     | 0     | 0     | 0        | 0        | 0        | 0     | 0     | 0     | 0        | 0     | 0     | 0     | 0     | 0     | 0     | 0        | .000  | .000     | .000     |
| 2020      | CIN       | NLWC        | 2     | 10    | 9     | 0     | 2     | 0        | 0        | 0        | 2     | 0     | 0     | 0        | 0     | 0     | 1     | 0     | 0     | 4     | 0        | .222  | .300     | .222     |
| 2022      | SEA       | ALWC        | 2     | 9     | 9     | 3     | 4     | 2        | 0        | 0        | 6     | 2     | 0     | 0        | 0     | 0     | 0     | 0     | 0     | 3     | 0        | .444  | .444     | .667     |
| 2022      | SEA       | ALDS        | 3     | 12    | 11    | 2     | 3     | 0        | 0        | 1        | 6     | 1     | 0     | 0        | 0     | 0     | 1     | 0     | 0     | 2     | 1        | .273  | .333     | .545     |
| 出場：3回 | 出場：3回 | 出場：3回   | 8     | 32    | 30    | 5     | 9     | 2        | 0        | 1        | 14    | 3     | 0     | 0        | 0     | 0     | 2     | 0     | 0     | 9     | 1        | .300  | .344     | .467     |

- 2024年度シーズン終了時

### WBCでの打撃成績
| 年 度 | 代 表      | 試 合 | 打 席 | 打 数 | 得 点 | 安 打 | 二 塁 打 | 三 塁 打 | 本 塁 打 | 塁 打 | 打 点 | 盗 塁 | 盗 塁 死 | 犠 飛 | 四 球 | 敬 遠 | 死 球 | 三 振 | 併 殺 打 | 打 率 | 出 塁 率 | 長 打 率 |
| ----- | ---------- | ----- | ----- | ----- | ----- | ----- | -------- | -------- | -------- | ----- | ----- | ----- | -------- | ----- | ----- | ----- | ----- | ----- | -------- | ----- | -------- | -------- |
| 2023  | ベネズエラ | 4     | 15    | 14    | 2     | 7     | 0        | 0        | 1        | 10    | 6     | 0     | 0        | 0     | 1     | 0     | 0     | 5     | 0        | .500  | .533     | .714     |

### 年度別守備成績
| 年 度 | 球 団 | 三塁（3B） | 三塁（3B） | 三塁（3B） | 三塁（3B） | 三塁（3B） | 三塁（3B） | 遊撃（SS） | 遊撃（SS） | 遊撃（SS） | 遊撃（SS） | 遊撃（SS） | 遊撃（SS） |
| 年 度 | 球 団 | 試 合      | 刺 殺      | 補 殺      | 失 策      | 併 殺      | 守 備 率   | 試 合      | 刺 殺      | 補 殺      | 失 策      | 併 殺      | 守 備 率   |
| ----- | ----- | ---------- | ---------- | ---------- | ---------- | ---------- | ---------- | ---------- | ---------- | ---------- | ---------- | ---------- | ---------- |
| 2014  | DET   | 2          | 1          | 1          | 0          | 0          | 1.000      | 81         | 113        | 189        | 10         | 49         | .968       |
| 2015  | CIN   | 1          | 0          | 0          | 0          | 0          | ----       | 96         | 147        | 265        | 19         | 59         | .956       |
| 2016  | CIN   | 151        | 103        | 271        | 23         | 27         | .942       | 2          | 3          | 3          | 0          | 1          | 1.000      |
| 2017  | CIN   | 153        | 103        | 267        | 9          | 30         | .976       | 1          | 0          | 2          | 0          | 0          | 1.000      |
| 2018  | CIN   | 143        | 94         | 250        | 19         | 23         | .948       | 3          | 2          | 3          | 0          | 0          | 1.000      |
| 2019  | CIN   | 158        | 106        | 246        | 17         | 26         | .954       | -          | -          | -          | -          | -          | -          |
| 2020  | CIN   | 57         | 47         | 75         | 5          | 10         | .961       | -          | -          | -          | -          | -          | -          |
| 2021  | CIN   | 104        | 69         | 193        | 9          | 21         | .967       | 34         | 40         | 77         | 8          | 17         | .936       |
| 2022  | SEA   | 130        | 112        | 226        | 10         | 23         | .971       | -          | -          | -          | -          | -          | -          |
| 2023  | SEA   | 159        | 115        | 268        | 8          | 21         | .980       | -          | -          | -          | -          | -          | -          |
| 2024  | ARI   | 155        | 88         | 292        | 10         | 33         | .974       | -          | -          | -          | -          | -          | -          |
| MLB   | MLB   | 1213       | 838        | 2089       | 110        | 214        | .964       | 217        | 305        | 539        | 37         | 126        | .958       |

- 2024年度シーズン終了時
- 各年度の太字はリーグ最高

### 表彰
- プレイヤー・オブ・ザ・マンス：1回（2019年9月）

### 記録
MLB
- MLBオールスターゲーム選出：2回（2018年、2025年）
- ナショナルリーグ三塁手シーズン最多本塁打記録：49本塁打（2019年）
- ベネズエラ出身選手シーズン最多本塁打記録：49本塁打（2019年）

### 背番号
- 30（2014年）
- 7（2015年 - 2021年）
- 28（2022年 - ）

### 代表歴
- 2023 ワールド・ベースボール・クラシック・ベネズエラ代表